# Aleksandr Mikhailovich, Đại vương công Tver
Aleksandr Mikhailovich (tiếng Nga: Александр Михайлович Тверской, 7 tháng 10 năm 1301 đến ngày 29 tháng 10 năm 1339) là Đại công của Tver và Vladimir-Suzdal trong những năm 1326 - 1327 và 1338 - 1339

## Thơ ấu và cai trị
Aleksandr Mikhailovich là con trai của Đại công Mikhail, Đại vương công xứ Tver và mẹ là Anna Kashin. Thời trai trẻ, ông được phụ thân giao cho cai quản Kholm và Mikulin. Năm 1322, ông vấp phải sự chống đối của các anh em mình khi công khai ủng hộ Đại công Moskwa Iuri (người đã có kế hoạch chống lại cha của Aleksandr để có được văn bản cho phép hoạt động (tiếng Mông Cổ gọi là yarlik) của Hãn quốc Kim Trướng).
Bốn năm sau, Aleksandr Mikhailovich lên kế vị người anh trai là Dmitri, Đại vương công xứ Tver (1318 - 1326; bị Khan Uzbek giết khi ông ám sát Đại công Iuri của Moskwa). Năm 1327, một viên tướng là anh họ của Khán Kim Trướng là Baskaki Shevkal đem quân tràn vào cướp phá Tver, phao tin để giết Đại công Aleksandr. Bất ngờ, quân dân Tver nổi dậy tấn công và giết sạch đạo quân Khan Kim Trướng xâm lược.
Vụ thảm sát dẫn đến việc Khan Tatar trả đũa. Đại công Moskwa là Ivan I của Nga, anh trai của Đại công bị Tver giết chết là Iuri của Nga, đã lên đường sang đất Hãn quốc Kim Trướng để xin văn bản cho phép hoạt động của Khan Hãn quốc Kim Trướng; đồng thời Hãn quốc Kim Trướng cử 5 vạn quân sang trừng phạt Tver. Biết tin này, Aleksandr Mikhailovich dẫn gia đình hoàng gia chạy trốn qua Novgorod, rồi Pskov. Nhưng tại Pskov, gia đình Aleksandr Mikhailovich bị quân Tartar đuổi theo rất ngặt và đội quân của Ivan I bao vây gắt, Aleksandr Mikhailovich lại phải chạy trốn sang Lithuania và sau đó đến Thụy Điển. Bị vua Thụy Điển từ chối, Aleksandr Mikhailovich lại trở về Pskov nương náu dưới sự bảo trợ của Gediminas, Đại công của Lithuania.
Năm 1335, Aleksandr gửi con trai của ông, Fyodor, đến Hãn quốc Kim Trướng để cầu xin sự tha thứ. Năm 1337, Đại công Tver đích thân sang Hãn quốc Kim Trướng để thần phục Khan. Uzbeg Khan, ít nhất trong một thời gian, đã tha thứ kẻ thù cũ của mình và đưa Đại công trở về Tver. Điều này đã dẫn tới những cuộc xung đột mới với Moscow, mà lãnh thổ Tver "không thể duy trì lâu".
Sau cái chết của Aleksandr và con trai Fyodor, đất đai của Tver bị chia thành 4 mảnh theo lênh của Khan Kim Trướng, để trao cho các con của Đại công cai trị. Người em ông, Konstantin, Đại vương công xứ Tver sẽ kế vị.